# Lijst van voetbalinterlands België - Oostenrijk
Deze lijst van voetbalinterlands is een overzicht van alle officiële voetbalwedstrijden tussen de nationale teams van België en Oostenrijk. De landen hebben tot op heden zestien keer tegen elkaar gespeeld. De eerste ontmoeting was een vriendschappelijke wedstrijd en werd gespeeld in Luik op 13 december 1925. Het laatste duel, een kwalificatiewedstrijd voor het Europees kampioenschap voetbal 2024, vond plaats op 13 oktober 2023 in Wenen.

## Wedstrijden
| №  | Plaats    | Datum            | Competitie           | Wedstrijd           | Uitslag |
| -- | --------- | ---------------- | -------------------- | ------------------- | ------- |
| 1  | Luik      | 13 december 1925 | Vriendschappelijk    | België − Oostenrijk | 3 − 4   |
| 2  | Wenen     | 22 mei 1927      | Vriendschappelijk    | Oostenrijk − België | 4 − 1   |
| 3  | Brussel   | 8 januari 1928   | Vriendschappelijk    | België − Oostenrijk | 1 − 2   |
| 4  | Brussel   | 11 december 1932 | Vriendschappelijk    | België − Oostenrijk | 1 − 6   |
| 5  | Wenen     | 11 juni 1933     | Vriendschappelijk    | Oostenrijk − België | 4 − 1   |
| 6  | Brussel   | 14 oktober 1951  | Vriendschappelijk    | België − Oostenrijk | 1 − 8   |
| 7  | Wenen     | 23 maart 1952    | Vriendschappelijk    | Oostenrijk − België | 2 − 0   |
| 8  | Brussel   | 24 mei 1959      | Vriendschappelijk    | België − Oostenrijk | 0 − 2   |
| 9  | Wenen     | 14 juni 1959     | Vriendschappelijk    | Oostenrijk − België | 4 − 2   |
| 10 | Charleroi | 22 maart 1978    | Vriendschappelijk    | België − Oostenrijk | 1 − 0   |
| 11 | Brussel   | 28 maart 1979    | EK 1980 kwalificatie | België − Oostenrijk | 1 − 1   |
| 12 | Wenen     | 2 mei 1979       | EK 1980 kwalificatie | Oostenrijk − België | 0 − 0   |
| 13 | Brussel   | 12 oktober 2010  | EK 2012 kwalificatie | België − Oostenrijk | 4 − 4   |
| 14 | Wenen     | 25 maart 2011    | EK 2012 kwalificatie | Oostenrijk − België | 0 − 2   |
| 15 | Brussel   | 17 juni 2023     | EK 2024 kwalificatie | België − Oostenrijk | 1 − 1   |
| 16 | Wenen     | 13 oktober 2023  | EK 2024 kwalificatie | Oostenrijk − België | 2 − 3   |

## Samenvatting
| Competitie        | Totaal gespeeld | Winst België | Gelijk | Winst Oostenrijk | Doelsaldo België – Oostenrijk |
| ----------------- | --------------- | ------------ | ------ | ---------------- | ----------------------------- |
| EK-kwalificatie   | 6               | 2            | 4      | 0                | 11 − 8                        |
| Vriendschappelijk | 10              | 1            | 0      | 9                | 11 − 36                       |
| Totaal            | 16              | 3            | 4      | 9                | 22 − 44                       |

Wedstrijden bepaald door strafschoppen worden, in lijn met de FIFA, als een gelijkspel gerekend.